# Гуаса-де-Кампос
Гуаса-де-Кампос (ісп. Guaza de Campos) — муніципалітет в Іспанії, у складі автономної спільноти Кастилія-і-Леон, у провінції Паленсія. Населення — 61 особа (2010).
Муніципалітет розташований на відстані близько 220 км на північний захід від Мадрида, 32 км на північний захід від Паленсії.

## Демографія
Динаміка населення (INE ):